# Ville amie des enfants
Le label "Ville Amie des Enfants" (VAE) est un titre décerné à une ville ou commune, intercommunalité, département ou autre organisation territoriale.
Il a été mis en place en 2002 par l'UNICEF.

## Histoire
Le label est officiellement créé en France en 2002, après une impulsion internationale. À cette date, il y a 12 villes membres. Elles sont 32 en 2003 et 75 en 2004. En 2009, un programme d'actions est mis en place. Il permet aux villes membres de posséder un cadre de travail pour élaborer les politiques publiques locales afin d'améliorer le cadre de vie des 0-18 ans. À partir de 2010, le réseau s'ouvre aux départements avec la création du titre "Département ami des enfants" puis en 2014, le réseau "Intercommunalité amie des enfants".

## Critères
Le titre est décerné selon 5 critères :
1. Assurer le bien-être de chaque enfant à travers une dynamique publique locale favorisant et accompagnant son épanouissement, son respect et son individualité ;
2. Affirmer sa volonté de lutter contre l'exclusion, contre toute forme de discrimination et d'agir en faveur de l'équité ;
3. Permettre et proposer un parcours éducatif de qualité à chaque enfant et jeune de son territoire ;
4. Développer, promouvoir, valoriser et prendre en considération la participation et l'engagement de chaque enfant et jeune ;
5. Nouer un partenariat avec UNICEF France pour contribuer à sa mission de veille, de sensibilisation et de respect des droits de l'enfant en France et dans le monde.

## Communes et intercommunalités ayant obtenus le label
En 2024, le réseau compte 289 villes et 11 intercommunalités.

### Intercommunalités
- Alès Agglomération
- Communauté de communes Beaujolais Pierres Dorées
- Communauté de communes des Deux Vallées Vertes
- Communauté d'agglomération Grand Auch Cœur de Gascogne
- Communauté de communes du pays de Lure
- Communauté de communes du Pays de Luxeuil
- Communauté de communes Piège-Lauragais-Malepère
- Communauté de communes du Val de Gers
- Grand Montauban
- Montélimar-Agglomération
- Roannais Agglomération